# 库隆斯 (卡尔瓦多斯省)
库隆斯（法語：Coulonces，法語發音：[kulɔ̃s] ⓘ）是法国卡尔瓦多斯省的一个旧市镇，属于维尔区。2016年1月1日，库隆斯与7个临近市镇合并为新市镇维尔诺曼底（Vire Normandie）。

## 地理
库隆斯（48°52'28"N, 0°54'51"W）面积15.58 平方千米，位于法国诺曼底大区卡爾瓦多斯省，该省份为法国西北部沿海省份，北濒大西洋英吉利海峡，东北与滨海塞纳省以海上边界相接，东临厄尔省，南至奧恩省，西与芒什省接壤。
与库隆斯接壤的市镇（或旧市镇、城区）包括：康帕尼奥勒、埃图维、拉格拉沃里、梅尼勒克兰尚、勒梅尼勒罗贝尔、圣芒维厄博卡日、维尔。

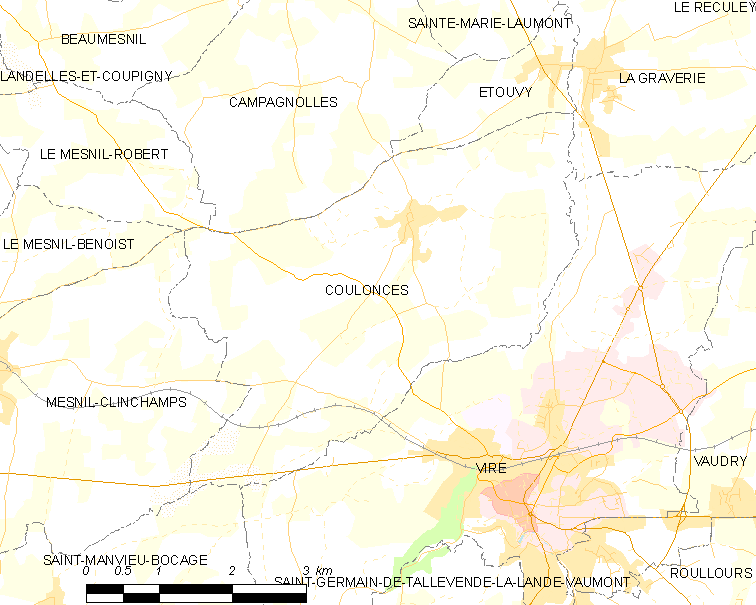
的OSM定位图

库隆斯的时区为UTC+01:00、UTC+02:00（夏令时）。

## 行政
库隆斯的邮政编码为14500，INSEE市镇编码为14187。

## 政治
库隆斯所属的省级选区为维尔诺曼底县。

## 人口

1962-2008年间人口变化图示

库隆斯于2018年1月1日时的人口数量为729人。